# Dmytruschky
Dmytruschky (ukrainisch Дмитрушки; russisch Дмитрушки Dmitruschki) ist ein Dorf im Westen der ukrainischen Oblast Tscherkassy mit etwa 2000 Einwohnern.

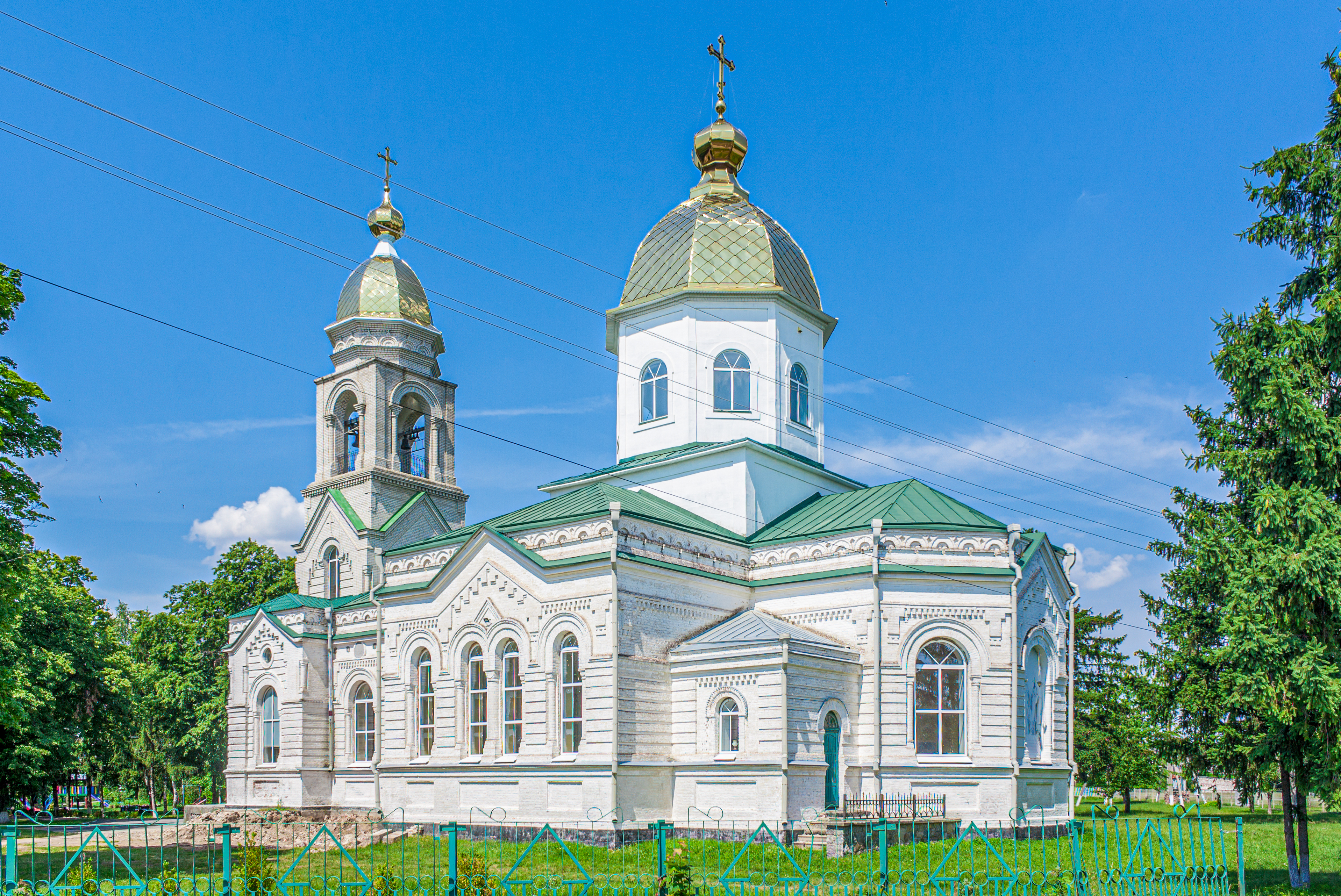
Kirche im Ort

Das Dorf wurde im 18. Jahrhundert zum ersten Mal schriftlich erwähnt und liegt am Flüsschen Jar Koschary (Яр Кошари) sowie westlich der ukrainischen Autobahn M 05, 7 Kilometer nordöstlich der Rajonshauptstadt Uman und 148 Kilometer südwestlich der Oblasthauptstadt Tscherkassy. Bis 1917 trug der Ort den Namen Dmytriwske (Дмитрівське).

## Verwaltungsgliederung
Am 15. Mai 2018 wurde das Dorf zum Zentrum der neugegründeten Landgemeinde Dmytruschky (Дмитрушківська сільська громада/Dmytruschkiwska silska hromada). Zu dieser zählten die 5 Dörfer Herescheniwka, Hrodsewe, Puhatschiwka, Sobkiwka und Stari Babany, bis dahin bildete es die gleichnamige Landratsgemeinde Dmytruschky (Дмитрушківська сільська рада/Dmytruschkiwska silska rada) im Norden des Rajons Uman.
Am 12. Juni 2020 kam noch die 6 in der untenstehenden Tabelle aufgelisteten Dörfer zum Gemeindegebiet.
Folgende Orte sind neben dem Hauptort Dmytruschky Teil der Gemeinde:
| Name                     | Name         | Name                           |
| ukrainisch transkribiert | ukrainisch   | russisch                       |
| ------------------------ | ------------ | ------------------------------ |
| Dobrowody                | Доброводи    | Доброводы                      |
| Herescheniwka            | Гереженівка  | Гереженовка (Hereschenowka)    |
| Hrodsewe                 | Гродзеве     | Гродзево (Grodsewo)            |
| Kosseniwka               | Косенівка    | Косеновка (Kossenowka)         |
| Puhatschiwka             | Пугачівка    | Пугачовка (Pugatschowka)       |
| Sajatschkiwka            | Заячківка    | Заячковка (Sajatschkowka)      |
| Sobkiwka                 | Собківка     | Собковка (Sobkowka)            |
| Stari Babany             | Старі Бабани | Старые Бабаны (Staryje Babany) |
| Stepkiwka                | Степківка    | Степковка (Stepkowka)          |
| Suschkiwka               | Сушківка     | Сушковка (Suschkowka)          |
| Tanske                   | Танське      | Танское (Tanskoje)             |